# Matthias Löb

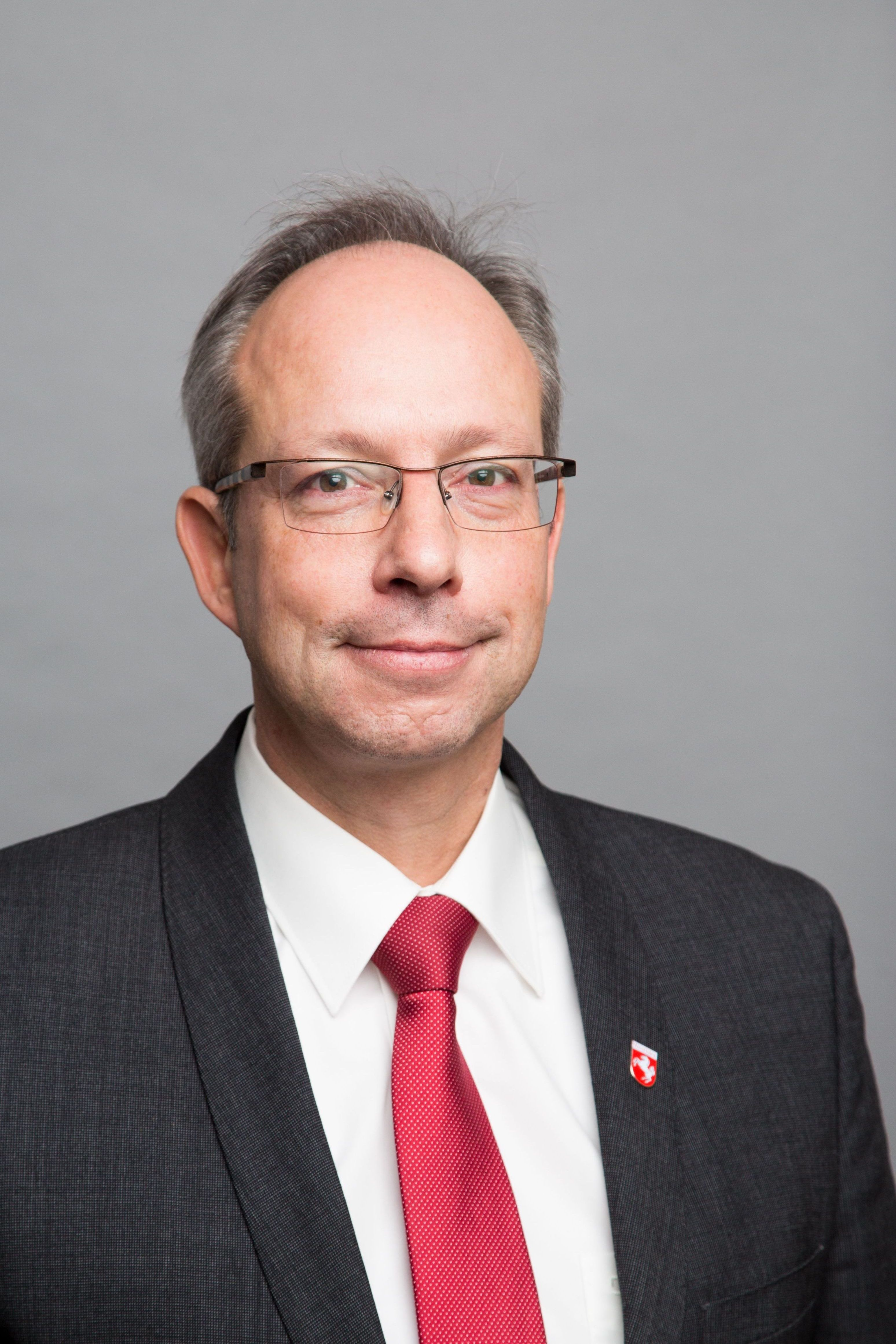
Matthias Löb (2016)

Matthias Löb (* 18. Juli 1964 in Soltau) ist ein deutscher Jurist und Politiker (SPD). Vom 1. Juli 2014 bis zum 30. Juni 2022 war er Direktor des Landschaftsverbandes Westfalen-Lippe (LWL) und Vorsitzender des Westfälischen Heimatbundes (WHB).

## Werdegang
Nach dem Abitur 1984 in Lingen (Ems) und zwei Jahren als Zeitsoldat bei der Bundeswehr (Reserveoffizier) studierte Löb 1986 bis 1992 Rechtswissenschaften an der Westfälischen Wilhelms-Universität in Münster. Nach einer Tätigkeit als wissenschaftlicher Angestellter an der Universität Münster absolvierte er 1994 bis 1996 sein Referendariat und legte das zweite juristische Staatsexamen ab.
Am 1. August 1996 trat Löb in die Dienste des Landschaftsverbandes Westfalen-Lippe, zunächst als Referent in der Haupt- und Personalabteilung und der Abteilung Krankenhäuser und Gesundheitswesen. 1998 wurde er persönlicher Referent des LWL-Direktors Wolfgang Schäfer, 2001 Referatsleiter in der LWL-Kulturabteilung, 2005 Stellvertreter des Kulturdezernenten, 2007 Dezernent für Kommunale Versorgungskassen und LWL-Bau- und Liegenschaftsbetrieb. Am 1. November 2010 wurde Löb Erster Landesrat und Kämmerer des LWL, damit war er zugleich Vertreter des LWL-Direktors.
Am 30. Januar 2014 wurde Löb von der Landschaftsversammlung Westfalen-Lippe zum Nachfolger von LWL-Direktor Wolfgang Kirsch (CDU) gewählt. Zudem wurde er am 25. März 2014 ebenso als Nachfolger Kirschs im Amt des WHB-Vorsitzenden gewählt. Am 1. Juli 2014 trat Löb seine Ämter als Direktor des LWL und Vorsitzender des WHB an. Am 30. Juni 2022 endeten seine Amtszeiten, sein Nachfolger ist Georg Lunemann (CDU).